# 23564 Ungaretti
23564 Ungaretti è un asteroide della fascia principale. Scoperto nel 1994, presenta un'orbita caratterizzata da un semiasse maggiore pari a 2,9889591 UA e da un'eccentricità di 0,0718109, inclinata di 3,52211° rispetto all'eclittica.